# Шаловци
Шаловци (словен. Šalovci) је насеље и управно средиште истоимене општине Шаловци, која припада Помурској регији у Републици Словенији.
По попису становништва из 2011. године насеље Шаловци имало је 426 становника.